# 岐阜市立方県小学校
岐阜市立方県小学校（ぎふしりつ かたがたしょうがっこう）は、岐阜県岐阜市安食3丁目にある公立小学校。

## 沿革
- 1873年（明治6年）7月 - 安食村に謹申義校[注釈 1]が開校。その後、謹申学校、安食学校に改称する[1]。
- 1886年（明治19年） - 安食尋常小学校に改称する。
- 1897年（明治30年） - 
  - 安食村、岩利村、佐野村、彦坂村、石谷村が合併し、方県村が発足。
  - 方県尋常小学校に改称する。
- 1941年（昭和16年）4月1日 - 方県国民学校に改称する。
- 1947年（昭和22年）4月1日 -
  - 方県村立方県小学校に改称する。
  - 校舎の一部が稲葉郡学校組合立稲北中学校の仮校舎となる。
- 1948年（昭和23年） - 稲北中学校方県分校を併設する。
- 1949年（昭和24年） - 稲北中学校方県分校を廃止。
- 1950年（昭和25年）8月10日 - 方県村が岐阜市に編入される。同時に岐阜市立方県小学校に改称する。

## 通学区域
- 岩利、岩利1-7丁目、石谷、石谷1-6丁目、村山、村山1-4丁目、安食、佐野、佐野1丁目、彦坂、彦坂川北、彦坂川南、彦坂川上、安食字荒毛、安食字志良古、安食字竹田、安食字三内前、安食字竜巣前、安食1-6丁目[2]。

## 進学先中学校
- 岐阜市立岐北中学校

## 交通アクセス
- 山県市ハーバス岐大病院線「JAぎふ方県支店」バス停より徒歩約5分。